# Herbert von Karajan
Herbert von Karajan (født Heribert Ritter von Karajan 5. april 1908 i Salzburg, død 16. juli 1989 i Anif ved Salzburg) var en af det 20. århundredes mest ansete dirigenter. Hans familie havde i 1700- og 1800-tallet succes i Sydtyskland og Østrig, og nogle af hans forfædre blev optaget både i den tyske og den østrigske adelsstand. Hans fars slægt kom oprindeligt fra græsk Makedonien og havde navnet Karajànnis. Hans oldefar var den østrigske politiker og historiker Theodor Georg von Karajan

## Levned
Herbert von Karajan begyndte sin musikalske uddannelse allerede som 4-årig med klaverundervisning. Fra 1916-1926 var han elev på Mozarteumkonservatoriet i Salzburg, hvor han blev undervist i klaver, musikteori og komposition. I sin gymnasietid skrev han en afhandling om termodynamik og eksplosionsmotorer, og senere i livet var han optaget af hurtige biler og fik flyvercertifikat til små maskiner, så det var ikke sært, at han fra 1926-1928 var elev på Wiens tekniske højskole og samtidig på Wiens Universitets musikvidenskabelige institut og Wiens Akademie für Musik und darstellende Kunst. I 1929 havde Karajan sin debut som dirigent for Salzburgs Mozarteum-Orkester, og snart derpå blev han førstekapelmester for Ulms Stadttheater og for byens philharmoniske orkester. I 1935 blev han såkaldt Generalmusikdirektor i Aachen, og ved den anledning blev han for anden gang medlem af nazistpartiet.
Han meldte sig ind to gange: Først hjemme i Østrig i 1933, før nazisternes magtovertagelse, og i 1935 i Tyskland, efter at partiet var forbudt i Østrig. Han tog ofte Horst-Wessel-Lied med i sit koncertprogram. I en kulturel magtkamp blev han yndet af Göring, mens Joseph Goebbels foretrak Wilhelm Furtwängler. Efter krigen ville Israels radio ikke spille stykker med Karajan som dirigent, og hans turné i 1955 var hans første, efter at de allierede havde nedlagt et toårigt forbud mod hans koncerter.
I Nazityskland var Karajan en af stjernerne på den tyske musikscene, med store operaopførelser bl.a. i Berlin og i Milano, pladeindspilninger og en post som chefdirigent for Staatskapelle Berlin. Den 18. februar 1945 gav han sin sidste koncert i Berlin, før han flygtede til Milano og derfra til Lago di Como i Italien.
I oktober 1942 var han blevet gift med Anita Gütermann, datter af en sygarnfabrikant. Hun havde en jødisk bedstefar og var derfor såkaldt kvartjøde, men på grund af Karajans position fik det ingen fatale konsekvenser for nogen af dem. Oven i købet blev Anita udnævnt til "æresarier".
I 1946 fik han af den sovjetiske militæradministration i Østrig forbud mod at arbejde på grund af sit medlemskab i NSDAP, men allerede i 1947 blev forbuddet ophævet, hvorefter han kunne genoptage sin karriere. Efter et engagement på La Scala i Milano blev han i 1955 Wilhelm Furtwänglers efterfølger som chefdirigent for Berliner Philharmonikerne, en post han holdt indtil kort før sin død i 1989. Samtidig var han fra 1957 til 1964 kunstnerisk leder af Wiener Staatsoper og fra 1967 til sin død leder af påskefestspillene i Salzburg, samt med i ledelsen af Salzburg-festspillene.
Karajan fik gennem sit liv mange priser og andre udmærkelser. I 1978 blev han æresborger i Wien, og siden 1997 afholdes i Baden-Baden "Herbert von Karajan pinsefestspil". Fra 2003 uddeles en "Herbert von Karajan Musikpris".

## Dirigenten Karajan
Karajans musikideal beskrives som konservativt, med stor vægt på orkesterklangen og en meget præcis og disciplineret orkesterkultur. Hans kraftfulde dirigeren gav Berliner Philharmonikerne tilnavnet "Herbie's Big Band".
Karajan var meget interesseret i den teknologiske udvikling, især udviklingen af CD'en. Han var til stede, da formatet for første gang blev præsenteret, og i 1981 var han den første dirigent, der gjorde en digital pladeindspilning af klassisk musik. De første CD-prototyper havde en spilletid begrænset til 60 minutter, og det siges, at den længere 74-minutters CD blev valgt for at tilpasses Beethovens niende symfoni - og at Karajan havde en finger med i spillet. Karajan regnede med, at CD'ernes lydkvalitet med tiden ville forbedres. Ud fra ønsket om at få sine tolkninger af klassisk musik bevaret for eftertiden, anvendte han meget af sine sidste leveår til at nyindspilninger af de værker, han holdt mest af.

## Bog om Karajan på dansk
- Claus Holdt: Herbert von Karajan (2007)